# ドラゴンボールZ 超サイヤ伝説
『ドラゴンボールZ 超サイヤ伝説』（ドラゴンボールゼット スーパーサイヤでんせつ）は、鳥山明原作の漫画『ドラゴンボール』を題材とした1992年1月25日にバンダイから発売されたスーパーファミコン用ロールプレイングゲームソフト。

## 概要
アニメ『ドラゴンボールZ』（1989年 - 1996年）のサイヤ人編とナメック星編を題材としているカードバトルRPG。
本作において、キャラクターの強さはRPGで一般的な「攻撃力・防御力」ではなく「BP（戦闘力）」として総合的な数値で表示されるようになっており、原作の概念を再現している。戦闘でHPが0になったキャラクターは死亡扱いとなり、復活イベントまで離脱することになる。シナリオ進行に必要なキャラクターが死亡するとゲームオーバーとなる。
説明書のほかに、ゲーム中のヒントを解説した「マル秘必勝アドバイス」が封入されている。

## ゲームシステム
システムは『ドラゴンボール 大魔王復活』（1988年）から続く、カードを用いて進行させるロールプレイングゲームであり、『ドラゴンボールZII 激神フリーザ!!』までの戦闘システムをベースにさらに改変が加わっている。マップ移動は自身で操作するようになり、飛行状態では低い障害物や海を越えることができる。複数の敵を相手にする場合はその都度、戦闘が表現される。画面演出には一枚絵のカットインやスーパーファミコンの拡大縮小機能を使用し、迫力を表現している。
ゲームとしてはバグが多いものの、カードバトルやバトルシーンは高い評価を得ている。
本作にもBPシステムが存在するが、過去2作と違ってBPと経験値が別々に分離されており、経験値を獲得してレベルが上がればレベルに応じてBPも上がるようになった。逆に言えば原則レベル毎にBPが固定されており、バグ無しでBPを無尽蔵に上げることができなくなった。さらにレベルアップによるBP上昇幅も全体的に鈍いため、総合的な難易度は高めになっている。

## ゲーム内容

### システム
移動
基本的に徒歩での移動は敵との遭遇率が低く、飛行（舞空術）による移動は地上よりも敵に遭遇しやすくなる。飛行中にXボタンを押すことで気を開放して高速で移動できるが、敵との遭遇率はさらに上昇する。
回復場
ブルマに話し掛けたり、メディカルマシーンに入ると全員のHPとKIが全快する。
交換場
クレジットを払っておたすけカードを買ったり、おたすけカードを売ってクレジットを手に入れたりできる。
修行場
「気合い修行」と「バトル修行」を行うことができる。修行内容は後述。物語の進行具合によってはできない時がある。修行できる回数は各修行所で決められている。
洞窟
主にドラゴンボールが置いてあったり、特定の場所への抜け道となっているダンジョン。カプセルや穴を調べるとおたすけカードを手に入れられるが、毒ガス（ダメージを受ける）やおたすけカードを吸い込む（おたすけカードを失う）罠も仕掛けられている。

## 戦闘

### バトルの流れ
敵との戦闘は、ターン開始時に戦闘に参加させるキャラクターと使用するバトルカードを選択し行われる。戦闘に参加させるキャラクター一人につき1枚のバトルカードが必要となり、バトルカードはターン終了後に手札が5枚になるよう補充される。これまでの作品だと必ずメンバー全員、もしくは5人の戦闘参加が強制されていたが、今作からは最低1人を戦闘に参加させれば、そのまま敵との攻防に移行させることが可能になり、戦略の幅が広くなった他、不必要な犠牲を避けることが可能になった。そのターンの攻撃の順番は、カードの攻撃力が高い者から（同値なら防御力の高い者、攻撃・防御双方ともお互い同値だった場合はスピード(SP)値が高い方、それでも同じ場合は完全ランダム）順に決定される。攻撃の後にランダムで追加突撃攻撃が発動することがありその際にはキャラクターの一枚絵のカットインがズームインで入る演出がある。また、単体相手に通常攻撃を仕掛けた際、攻撃された側がノーダメージだった場合、攻撃された側が反撃をすることがある（避けられたかBPに差があり過ぎたかのどれかで発生）。敵に勝利するとEX（経験値）が貰え、一定の値になるとレベルアップする。サイヤ人（悟空、悟飯、ベジータ）は、戦闘中にHPが5以下になったとき、お助けカードで一気に全回復するとレベルアップする。
ダメージ計算はキャラクター毎に設定された攻撃力、防御力が設定されているが、BP（戦闘力）の数字の要素が一番大きく影響し、BPの差に応じて最終的なダメージが決定する。対峙したキャラクターのBPに極端な差があった場合は大ダメージや一撃即死、はてやダメージが0という事態も起きる。
レベル上限は一律48がMAXレベルとなっており、悟空、ピッコロ、ベジータ以外は経験値でMAXレベル48まで上げられ、それに伴いBPも上昇するが、悟空、ピッコロ、ベジータの3人は経験値でのレベルアップでは47までしか上げられず、悟空とピッコロは特定のイベントを経てレベル48となり、流派が「超」となる。
HPが0になると死亡扱いとなり、死亡した仲間を復活させる機会は、本作ではゲーム内の特定のイベント一回きりである。

### バトルカードと流派
キャラクターが戦闘を行うときに使用するカードで、「星（1 - Z）」「漢数字（一 - Z）」「流派」の3つの要素から構成される。「星」は攻撃力、「漢数字」は防御力に対応しており、数字が大きいほど効果が高くなる。また、カードに書かれた流派とキャラクターの流派が一致するとそのターンの攻撃が強化される（敵が複数いる場合は全体攻撃、1体しかいない場合は一時的にBPが上昇する）。本作に登場する流派は以下の通りで「必」と「気」はキャラクターの流派を問わず専用の効果を発揮する。
- 神：地球の神の流派。序盤の悟空やその仲間たちが属する。
- 魔：魔族（ピッコロ）の流派。序盤のピッコロと悟飯が属する。
- 界：界王様の流派。界王様や界王星が属するほか、彼のもとで修業したZ戦士がこの流派になる。
- 惑：惑星戦士たちの流派。宇宙人全般が属するほか、最長老に潜在能力を引き出されたZ戦士がこの流派になる。
- 特戦隊マーク：ギニュー特戦隊たちの流派。リクーム、グルド、ジース、バータ、ギニューが属する。
- 超：超戦士たちの流派。超重力発生装置が属するほか、特定イベントを経た悟空、ピッコロ、ベジータがこの流派になる。
- 必：KIを消費することで、各キャラクター固有の必殺技を放つことができる。
- 気：キャラクターの流派にかかわらず必ず流派一致扱いになる。おたすけカード「ゴクウ」使用時のみ出現する。

必殺技
「必」のカードを選択すると、KI（気）を消費することで各キャラクター固有の必殺技を繰り出すことができる。必殺技の大半は「エネルギー波」など、通常打撃攻撃よりも威力が高い強化攻撃であるが例外もあり、1ターン対象相手の行動を封じる「太陽拳」や、自身の戦闘力を向上させる「界王拳」などの補助技も存在する。なお、KIが不足している場合は必殺技を選ぶことができず、打撃攻撃を行う。
本作の味方キャラクターの流派はベジータ以外、ストーリーが進むごとに変わり、悟空とピッコロは蘇生復活のタイミングで「界」に変わり、条件を満たしてイベントを発生させることで「超」になる。悟飯、クリリン、ヤムチャ、天津飯、餃子の5キャラクターの初期流派は悟飯は「魔」、他4人は「神」であるが、最長老と対面イベント後は「惑」に、悟飯以外が最長老との対面前に死亡し、ピッコロと同時に復活した場合は「界」となる。なお、味方時のベジータの流派は「惑」固定である。

### おたすけカード
おたすけカードの所持数は24枚まで。また、ドラゴンボールもおたすけカードとして扱われる。本作ではカード売買所で購入や売却もでき、買値と売値は同等となっている。キャラクターのステータスを回復・強化するものや、敵の行動を制限することに使う。バトル中でしか使用できないもの、移動中でしか使用できないものがある。

### 修行

#### 修行所での修行
修行所での修行は各マップごとに回数が設定されており、0になると行えなくなる。なお利用可能回数は下記2つの合計してカウントされる。
気合い修行
Aボタンを連打してKIの最大値（1～5ポイント）を上げる修行。成功すると現在のKIをMAX時(修行開始時点)の半分消費する。なお、現在のKIがMAX時の半分未満だと修行に挑むことができない。
バトル修行
一定のクレジットを賭けて一定回数の戦闘を行い、クレジットを増やす。開始時に賭け金の2倍のクレジットが必要で、戦闘中に逃げると罰金としてさらにクレジットを減らされる。一試合勝ち進むごとに「次戦に挑む」か「止める」か選択肢が出て、「止める」を選ぶとこれまでに勝ち進んだ試合数分のクレジットが得られる。なお、このバトル修行では経験値が得られずお助けカードが使用できない。

#### 重力修行
界王星（重力10倍）
制限ターン以内に重力のHPを0にする修行で、あの世に行った悟空とピッコロが行う。追撃と反撃無しかつ必中で交互に攻防を行う・必カードは通常カード扱いの二つのルールが課せられた完全にカードの数値勝負となる修行。また、制限ターンがあり、制限ターン以内に克服できなければ失敗となり、少量の経験値を得てのやり直しとなる（途中で任意でやめることもできるが、その場合は経験値すら得られない失敗となる）。さらに制限ターンは成功した回数に応じて短くなる。3回成功した後、悟空は界王様と、ピッコロはラディッツとナッパの実戦修行を経て修行は終了となる。また、悟空の場合は界王様との実戦も含め、修行に合計何ターンかかったかによって、悟空の地球到着時期が大きく変わる。
超重力発生装置（重力10 - 100倍）
悟空のみが行える重力修行。基本ルールは界王星と一緒だが、こちらは制限ターンが無い。重力設定は10 - 100と任意設定可能で重力に応じて重力側のBPが変わる（高ければ高いほどBPが高い）。界王星と異なり、クリア時のボーナスが経験値獲得ではなくレベルが直接2上がるものとなっている。重力設定は修行完全終了時の獲得経験値になる（倍率によって経験値が違う上、1回1回どの倍率で修業したかカウントされる）。重力修行が完全に終了した時の悟空のレベルが一定以下かどうかでナメック星到着時期が変わる。

## 登場キャラクター

### 味方キャラクター

#### Z戦士
各キャラクターの流派は、物語が進行することによってその都度変化し、その際に必殺技の仕様が変化するキャラクターもいる。なお物語の進行上「神」「魔」の流派キャラクターは終盤には全て無くなり、必ず「界」「惑」「超」のいずれかになる。
孫悟空（ゲーム中では「ゴクウ」と表記される）
本作の主人公。流派は「神→界」。流派が界に変わると技が追加される。本作では物語の進行上、途中離脱する場面が多く、実質的に最序盤と最終盤以外でマップ画面で操作することがほとんどない。代わりに合流時はレベルが高く、界王拳が非常に強力。界王拳は倍率に応じて自身のBPが上昇し、倍率が高いほど上昇幅が大きい。元気玉を発動するとその直後の1ターン目は行動不能となり、次ターン以降で元気玉を投げ付けるか、5回以上元気を溜めて「超元気玉」を発動するかを選択できる。また、元気玉時は発動時の必カードを放つか中断するまで保持するため、元気玉を放つターンに限り、6人でバトルをすることができる。
必殺技…衝撃波、エネルギー波（連続エネルギー波）、太陽拳、かめはめ波、界王拳（修行後）、界王拳・かめはめ波（修行後）、元気玉（修行後）、超元気玉（修行後）
超サイヤ人孫悟空
超サイヤ人に覚醒した悟空。流派は「超」。
フリーザ戦にてZ戦士の誰かが倒されるとイベントが発生して悟空が変身。強制的にLV48とBP4999999に変更され、攻撃力・耐久力が飛躍的に上昇する。一方で界王拳と元気玉は一切使用できなくなる。
必殺技…衝撃波、エネルギー波（連続エネルギー波）、太陽拳、かめはめ波
ピッコロ
ナメック星人。悟飯の師匠。流派は「魔→界→超」。
地球ではラディッツ戦までは死亡するとゲームオーバーとなる上、ナッパ撃破時まで生存していても、イベントによって悟飯を庇って強制的に死亡する。悟飯の修行相手として闘うこともある。特定イベントを経て「超」流派になると、それ以前のステータスにかかわらず、強制的にLv48とBP1900000に固定される。
必殺技…魔光砲（連続魔光砲、爆裂魔光砲）、魔貫光殺砲
孫悟飯（ゲーム中では「ゴハン」と表記される）
悟空の息子。流派は「魔→惑」。
ナッパ&ベジータ戦 - ギニュー特戦隊戦までは、倒されると強制的にゲームオーバーとなる。時折、「恐怖で攻撃に参加できない」というメッセージが出て行動不能になったり、「秘められたパワーが爆発」というメッセージが出て複数攻撃をすることがある。「しっぽとつき」のカードで大猿化し、戦闘力が大幅に上がる。
必殺技…エネルギー波（連続エネルギー波、強力エネルギー波）、魔閃光。
孫悟飯（大猿）
大猿化した悟飯。流派は「魔→惑」。
BPが10倍近く上昇している。なお変身後は「気円斬」系の技を被弾すると解除される。
必殺技…エネルギー波
クリリン
悟空の親友。流派は「神→惑または界」。
平均的な能力を持つ。必殺技の「気円斬」は、大猿に変身したベジータの尻尾を切る効果を持つ。数少ない全体攻撃が可能な必殺技をもつ。
必殺技…かめはめ波、拡散エネルギー波、太陽拳、気円斬（連続気円斬）
ヤムチャ
悟空の仲間。流派は「神→惑または界」。
クリリンより若干戦闘力が低いが、スピード値（回避率）の成長が早い。繰気弾は相手に避けられると追加攻撃が発動し、ダメージが2倍になる効果を持つ。
必殺技…かめはめ波、繰気弾（特大繰気弾）
天津飯（ゲーム中では「テンシンハン」と表記される）
元鶴仙流の武道家。流派は「神→惑または界」。
ステータスが高め。序盤はレベルアップが遅いが、中盤以降は早くなる。四身の拳は必ず命中する。
必殺技…エネルギー波（連続エネルギー波）、太陽拳、気功砲、四身の拳（四身の拳・気功砲）
餃子（ゲーム中では「チャオズ」と表記される）
元鶴仙流の武道家。流派は「神→惑または界」。
戦闘力はZ戦士の中で最も低い。序盤はレベルアップが早いが、中盤以降は遅くなる。超能力で相手の動きを封じることができるが、成功率は低い。
必殺技…どどん波、超能力、サイコアタック
ベジータ
サイヤ人の王子。流派は「惑」。
操作できるものの、戦闘を拒否したり、（ベジータのみを戦闘に出した場合）仲間を盾にしたりと勝手な行動を取ることがある。しかしその一方でカードの強弱にかかわらずに先制攻撃や複数回攻撃を行う他、戦闘中に逃げ出した敵キャラクターを追撃するなど他のキャラクターではできない行動を稀にする場合もある。
必殺技…衝撃波、エネルギー波（連続エネルギー波、強力エネルギー波）、爆発波、気円斬、ギャリック砲

#### ナメック星人
デンデ
ドドリアに襲われた所を悟飯たちに助けられるナメック星人。仲間になった時点では、戦わせようとしても「デンデはおびえている」と表示されて何もできないが、レベル3になると、傷ついたZ戦士を1ターンに一度だけ治療できる。戦闘能力は無い。物語が進むと、ピッコロと同化するか否かを選択することになる。同化しなかった場合、フリーザの最終変身後に原作通り殺される。流派は「惑」。
カルゴ
作中ではフリーザ一味に殺されたデンデの兄弟。流派は「惑」。イベントで仲間になるが、戦闘はせずレベルも上がらない。
ツムリー
オリジナルキャラクターである若いナメック星人。BPは3200、レベルは15で固定されている。ドラゴンボール収集のため、一時的に仲間になる。この時に条件（デンデorカルゴのどちらかが仲間に入っている状態）を満たしていないと仲間にならず、マイーマとともに戦いを挑んでくる。なおこの戦いでツムリーかマイーマのどちらか一人でも倒してしまうとその時点でゲームオーバーとなってしまう（＝逃げることでしか打開策は無い）。なお、この戦闘が発生した後にデンデ救出イベントを発生・終了させるとマイーマと共に瀕死の重傷で倒れた状態となっており、回復系のおたすけカードが1枚でもあれば救出でき救出後は仲間になってくれるが、それが叶わなければ二人とも死亡してしまう（この場合ゲームオーバーにならないが、後述のピッコロとの融合イベントも発生しなくなってしまう）。ドドリア撃破直後にマイーマとともに離脱するが、ゲーム終盤でマイーマとともに再び出会うことになり、この時にピッコロが仲間にいると自動的に融合イベントが発生する。流派は「惑」。
必殺技…エネルギー波（連続エネルギー波、強力エネルギー波）
マイーマ
オリジナルキャラクターである若いナメック星人。BPは3300、レベルは15で固定されている。ドラゴンボール収集のため、一時的に仲間になる。ドドリア撃破直後にツムリーとともに離脱するが、ゲーム終盤でツムリーとともに再び出会うことになる。流派は「惑」。
必殺技…エネルギー波（連続エネルギー波、強力エネルギー波）
ネイル
最長老の側近で、戦士タイプのナメック星人。BPは42000と、一時加入する味方ナメック星人の中では最も高い。ゲームの進行次第で途中偽者と戦うことがある他、原作通り、デンデが悟飯たちと合流させるための時間稼ぎとして第一形態フリーザと戦う（一定ターン耐えた場合、ボーナスあり）。レベルは上がらない。流派は「惑」。
必殺技…エネルギー波（連続エネルギー波、強力エネルギー波）

### 敵キャラクター

#### 通常敵
マップを移動していると、一定確率で遭遇するキャラクター。ナメック星以降は同じマップでも、進行時期によって出現する敵が変わってくる。敵キャラクターは一部を除いて、流派は「惑」である。外見は同一のまま、色が変わることで複数の種類が存在する。ボスキャラクターの色違いも、通常敵として存在する。
各種敵キャラクターの色違いについての詳細はドラゴンボールのゲームオリジナルの登場人物を参照。
サイバイマン型
アプール型
バナン型
キュイ型
ドドリア型
ザーボン（変身後）型
グルド型
リクーム型
バータ型
ジース型
ギニュー型

#### ボスキャラクター
ラディッツ
サイヤ人の生き残りであり、悟空の実兄。冒頭で悟飯をさらう序盤のボスキャラクター。おたすけカード「ゴハン」を使用しない限りダメージを与えることができず、倒せない。のちに界王星でのピッコロの修行のため、界王が閻魔大王に頼んで地獄から連れてくる。
なお、通常は偽ラディッツを倒して先に進まなければ戦えないが、悟空とピッコロ両者のレベルを4まで上げてからおたすけカード「ゴハン」を手に入れると、業を煮やしたラディッツが自ら襲い掛かってくる。
界王様（ゲーム中では「カイオウさま」と表記される）
北の宇宙を担当する界王。悟空の修行相手として闘う。BPは4000で、流派は「界」。
ナッパ
サイヤ人の生き残りで、ベジータとともに地球に襲来する。2回攻撃をしてくる。悟空抜きだとかなりの強敵だが、悟空が間に合えば楽に勝てる。撃破した時にピッコロがまだ生きていた場合、道連れイベントが追加発生し、悟飯の盾になったピッコロを殺害する。なお、フィールド上でナッパに接近した際に仲間に加えていないZ戦士がいた場合、彼らは自動的にナッパに戦いを挑んで死亡し仲間に加えることができなくなり、直後の会話も変化する。後に界王星でのピッコロの修行で、ラディッツと一緒に地獄から連れてこられる。
ベジータ
サイヤ人の王子。悟空の修行結果が最遅だった場合はナッパから休みなしの連戦となり、悟空が到着するまで耐えなければならない。悟空が戦闘中に到着した、もしくは既に合流していると一騎討ちになる（後に駆けつけることも可能）。「気円斬」は原作通り悟飯の大猿化を元に戻す効果を持つ。頻繁に2回攻撃をしてくる。パワーボールは1回だけ後述の大猿へパワーアップする技。なお解除後の再使用は不可。
ベジータ（大猿）
パワーボールで大猿化したベジータ。原作通りBP数値が通常時の10倍に増加する。この状態への解除手段はクリリンの「気円斬」か、おたすけカード「ヤジロベー」のどちらかのみ。
キュイ
BPは18000。地球襲来時のベジータとほぼ互角の実力を持つ。物語の進め方によって、闘う時期が変化する。
ドドリア
フリーザの側近。地球襲来時のベジータを超える実力を持つ。デンデ救出イベント後、ある条件を満たした状態になると「宇宙船に強い気が近付いてくる」というメッセージが挿入されるようになり、スタート地点（宇宙船がある場所）に戻ると出現。宇宙船をエネルギー砲で破壊された後に戦うことになる。
偽ネイル
コピーマンがネイルをコピーした姿で、最長老のもとへ向かう洞窟の中で戦う。BPは31500と、変身後のザーボンよりも若干高い。
ザーボン
フリーザの側近で、ドドリアより戦闘力が若干高い。最長老にパワーアップしてもらってから洞窟を抜けるとベジータが現れ、その直後にザーボンも現れて戦闘に突入する。
ザーボン（変身後）
真の力を見せたザーボン。ナメック星到着時点のベジータを上回る戦闘力を持つ。
グルド
ギニュー特戦隊の一人。地球時のベジータとキュイよりも劣るが、攻撃を補助する技を使う。リクームと一緒に襲ってくる。流派は「ギニュー特戦隊のマーク」（以下、「特戦隊」と表記）。
リクーム
ギニュー特戦隊の一人。グルドの5倍近くのBPを持ち、防御力が高い。パーティが高レベルでない場合、ベジータが戦闘拒否をした場合は苦戦を強いられる。流派は「特戦隊」。
バータ
ギニュー特戦隊の一人。リクームよりBPは低めだが、スピード値が高い。ジースとともに現れ、ジースを倒すと逃げ出す。流派は「特戦隊」。
ジース
ギニュー特戦隊の一人。バータとともに現れ、バータを倒すと逃げ出す。流派は「特戦隊」。
ギニュー
ギニュー特戦隊隊長。悟空とのイベントバトルでHPを一定以上減らすと強制的にボディ・チェンジし、悟空抜きでのギニュー&ジース（またはバータ）戦となる（イベントを起こさなくても移行する）。流派は「特戦隊」→悟空とボディ・チェンジした場合は「界」となる。
悟空とのイベントバトル時はお助けカード使用不可能な上、イベントバトルをどう終わらせたかで連戦のギニュー&ジース（バータ）の内容が変わる。
上述のおたすけカード「カエル」（「ナメック星」で入手したもので「地球」で入手したものは無効）を所持していれば悟空（強制イベント戦につき使用不可）以外の仲間への使用を無効化し、強制的に倒すことができる。
偽フリーザ
コピーマンがフリーザ第一形態をコピーした姿。しかし第一形態と比べて大きく劣っている。HPを一定以下まで減らし、なおかつ長期戦に持ち込むと変身を解除して撤退し、のちにフリーザ本人に一部始終を話したことで逆鱗に触れ、処刑される。
フリーザ
宇宙の帝王。最長老の家の前で待ちかまえているが、前述の偽フリーザが撤退した場合、フリーザがこちらに襲撃し、強制エンカウントというものに変化する。
フリーザ（第二形態）
フリーザを追い詰めると変身。ネイルと同化したピッコロ（MAXレベルまで上げたZ戦士たち）とほぼ互角で、倒すと一度撤退する。
フリーザ（第三形態）
フリーザ（第二形態）を追い詰めると変身。幾度かZ戦士の前に現れては逃亡し、何度目かで「本番」と称して戦いを挑んでくる。「本番」以外の時は倒すことは不可能。
フリーザ（最終形態）
最終形態。悟空が合流しない状態では、本格的な攻撃はしてこない。悟空が合流するとBPが上昇し、全体攻撃、動きを封じる、「気円斬」は悟飯の大猿化を元に戻す、と攻撃方法は多彩。この闘いで悟空がいる状態で誰かが倒されると、悟空が超サイヤ人に変身する。
超サイヤ人ベジータ
特定条件（悟空が超サイヤ人に覚醒し、ベジータが生き残っていた場合）を満たすと登場する隠しボス。ナメック星到着時の戦闘服姿で覚醒する。また、瞳の色も赤く、本来の超サイヤ人（翡翠色）とは異なる。どういった状況で覚醒したかは不明。流派は「超」。倒せば真のエンディングが見れる。

## スタッフ
- ディレクター：荻野目洋、A.K
- プロデュース：バンダイ
- プログラム：TRACEY（しみずかずや）
- エグゼクティブ・プロデューサー：田中信行
- プロデュース・スタッフ：田中信行、浅沼誠、橋本名人
- プログラマー：TRACEY（しみずかずや）、NIKKOR、KEVIN、ALESSANDRO
- デザイナー：荻野目洋、H.TAMAI、くぼたあきふみ、OKKEY、G.MAKABE、M.ARAI、SHINSAKU、M.TAKAHASHI、AKIKO、MARILIN、DENJIRO
- サウンド・デザイン：高野充彦
- アシスタント：M.UCCHI、大久保悌伸、E.MAKINO、H.WATANABE、PRETY/HAYAKAWA、MAMETA
- デザイン・オフィス：D&D

## 評価
ゲーム誌『ファミリーコンピュータMagazine』の読者投票による「ゲーム通信簿」での評価は以下の通りとなっており、24.10点（満30点）となっている。この得点はスーパーファミコン全ソフトの中で17位（323本中、1993年時点）となっている。また、同雑誌1993年8月情報号特別付録の「スーパーファミコンオールカタログ'93」では、「戦闘、防御力そして流派が記されたカードを使っての戦闘システムが、スーパーファミコンの機能をフルに生かした3Dアニメーションバトルで激突する。『ドラゴンボール』ファンなら絶対に見逃せない1作」と紹介されている。その他、『SUPER FAMICOM Magazine』1993年8月情報号特別付録の「スーパーファミコンオールカタログ'93」巻末に収録されている「部門別ベスト30」では、総合17位、キャラクタ28位、操作性20位、熱中度10位、オリジナリティ26位を獲得している。『懐かしの激ムズ名作ゲーム大全』では「原作の内容を忠実に再現しているため一部のボスキャラクターが強敵となっている他、味方としては強力だがプレイヤーの指示を無視することがあるベジータの存在、準備不足のままゲームを進めてしまうとゲームの進行が困難になる場合もある点が難易度を高める要因になっている」と解説されている。
| 項目 | キャラクタ | 音楽 | 操作性 | 熱中度 | お買得度 | オリジナリティ | 総合  |
| 得点 | 4.41       | 3.90 | 3.97   | 4.28   | 3.58     | 3.96           | 24.10 |

## 関連書籍
- ジャンプ コミックス セレクション スーパーファミコン奥義大全書 ドラゴンボールZ 超サイヤ伝説 - 集英社、1992年2月10日、ISBN 4-8342-1142-8

攻略本。基本操作や各ストーリー攻略、また最終ボスのヒントなども解説。